# Herington (Kansas)
Herington – miasto w hrabstwie Dickinson, w stanie Kansas, USA.

## Demografia
W 2000 mieszkało 2,563 ludzi było 1,126 gospodarstw domowych i 669 rodzin. Średnia wieku to 41 lat. Przeciętny dochód gospodarstwa domowego w mieście wynosił $ 28,333 a na całą rodzinę $ 36,696. Średni dochód przypadający na mężczyznę to $28,359, na kobietę $15,515.
Skład etniczny
- Biali 95,79%,
- Afroamerykanie 0,62%,
- Rdzenni amerykanie 0,39%,
- Azjaci 0,51%,
- inne 3%

Grupy wiekowe:
- 0 - 18 lat: 24,0%
- 18 - 24 lat: 7,0%
- 25 - 44 lat: 25,0%
- od 45 wzwyż: 44,1%